# HMS Hero (1803)
Pour les autres navires du même nom, voir HMS Hero.
Le HMS Hero est un vaisseau de ligne de 3e rang de la Royal Navy, armé de 74 canons, lancé le 18 août 1803 du chantier naval de Blackwall Yard à Londres.
En 1805, il participe à la bataille des Quinze-Vingt au sein de l'escadre du vice-amiral Robert Calder.
Le 25 décembre 1811 pendant une tempête, le HMS Hero, sous le commandement du capitaine James Newman-Newman (en), fait naufrage au large du Texel aux Pays-Bas. Seuls douze hommes d'équipage survivent.